# 줄리아 (AV 배우)
줄리아(Julia, 일본어: ジュルア じゅりあ[*], 1987년 5월 25일 ~ )는 일본의 AV 여배우이다. 유방이 큰 편으로 B101(J컵)-W55-H83의 쓰리사이즈를 가지고 있다.

## 활동
2010년 4월, 성인 비디오 메이커 E-BODY의 전속 여배우로서 AV데뷔했다. 3개의 작품에 출연한 후, 전속 회사를 떠나 이 프로젝트로 솔로 여배우가 되었다. 그 후 활동이 일시적으로 중단되었다.
2012년 2월, MOODYZ와 타메이케 고로 2사에서 전속 활동을 재개했다. 같은 해, 성인 동영상 30주년 기념 프로젝트(AV30)로서 실시된 인기 투표에서 29위에 선정되었다.
2013년 10월, 타메이케 고로의 전속 포지션이 종료되어, 11월부터 OPPAI 전속이 되었다. 2014년 2월 10일, 그는 트위터와 트위터의 중국판인 시나 웨이보를 런칭했다. 4월 11일부터 13일까지 2014년 상하이 성인 엑스포에서 Men's Max 이미지 걸로 공연했다. 그 후, 중국을 중심으로 한 이벤트에서 Men's Max 이미지 걸로 계속 출연했다.
그녀는 2014년 DMM 어덜트 어워즈에서 여우주연상 후보에 올랐고, 이후 2016년 DMM.R18 어덜트 어워즈까지 3년 연속 후보에 올라 최다 수상 후보 기록을 세웠다. DMM.R18 Adult Awards 2016특별상.
2018년 4월, MOODYZ의 독점 작업이 종료되어, 5월부터 완스 팩토리 독점이 되었다. 같은해 10월 31일, 「JULIA 포토 북 프로젝트」, 「NO NUDE」, 「코스프레」, 「본디지」, 「바디 페인트」를 시작하여, 4 개의 테마의 자체 제작 포토북을 제작한다고 발표했다. 크라우드 펀딩 플랫폼 CAMPFIRE 12월 15일까지 서포터(후원자)를 모집하여 최종적으로 목표금액 300 만엔을 초과한 6,104,000 엔을 모았다.
2020년 12월 「FLASH 2020 최강 섹시 여배우 BEST100」독자 투표/빅 부문 2위(전체 14위) 선정.
2021년 8월 「FLASH 2021 섹시 여배우 랭킹 독자 300명 선정」독자 투표 제45위로 발표. FANZA는 2021년 연간 AV 여배우 랭킹 13위를 발표했다. 
아사히 엔터테인먼트는 2022년 5월에 「2022 현역 AV 여배우 SEXY 총선거」가 12위를 차지했다고 발표했다. 
다음해 2023년 5월에 「2023 현역 AV 여배우 SEXY 총선거」22위를 발표했다. 간토 지방에서는 16위, 간사이 지방에서는 47위를 차지했다. 같은 해 9월 15일부터 도쿄의 아틀리에 Y 하라주쿠 "JULIA× 후쿠시마 유지 사진전 - 앙상블-"이 개최되었다. 2023년 10월 27일, FANZA 「11월 19일은 숙녀의 날#Nice! 숙녀·유부녀 캠페인 2023」캠페인 걸. 같은 해 12월 11일, 주간 FANZA 통판 플로어 랭킹에서 「남편의 부재중에 맞은편에 사는 평소 수수한 마마차리 부인이 나에게 알몸을 보여주는 날은 불륜의 징조로 질내 사정 OK JULIA」가 첫 등장해 8위.
2024년 2월 19일의 주간, FANZA 통판 플로어 랭킹에서 "아내 줄리아로부터 청춘 SEX에 초대되어... 제복을 입은 마누라가 틀에 박힌 채 미쳐 버릴 수 있다"는 10위로 기록했다.

## 여담
취미는 자기 계발과 독서입니다. 그녀의 특기은 부기(2학년)와 고양이에 대한 향수이다. 그녀의 첫 경험은 17세, 데뷔 전의 경험 인원수는 무려 30명이고 AV여배우가 되기 전에는 의료 사무원으로 일했다. 
아베마TV에서 한 인터뷰에 따르면, 집이 화재로 다 타버렸는데 화재보험이 하필 만기된 상태였다고 한다. 그로 인해 급전 200만 엔이 필요해졌고, 큰 돈을 벌 수 있는 일자리를 알아보다 AV배우에 데뷔하게 되었다고 한다.